# Kōichi Kido
Kōichi Kido (jap. 木戸 幸一 Kido Kōichi; ur. 18 lipca 1889, zm. 6 kwietnia 1977) – japoński polityk, doradca cesarza Hirohito.

## Życiorys
Kido karierę rozpoczął w 1937 od funkcji ministra edukacji, następnie był członkiem Izby Parów, radcą Ministerstwa Rolnictwa i Handlu oraz ministrem spraw wewnętrznych (1939). Jako strażnik tajnej pieczęci w latach 1940–1945 stał się najbardziej wpływowym doradcą cesarza Japonii. Kido potwierdza, że decyzja o kapitulacji Japonii podjęta została już w czerwcu 1945 i nie miało na nią wpływu ani zrzucenie bomb atomowych na Hiroszimę i Nagasaki (6 i 9 sierpnia 1945) ani atak Armii Czerwonej na Japonię (9 sierpnia 1945). 
Został skazany na dożywocie jako zbrodniarz, ale wyszedł z więzienia w 1955 roku z uwagi na stan zdrowia.